# Eustathios I. (Konstantinopel)
Eustathios I. (griechisch Ευστάθιος) war Patriarch von Konstantinopel (1019–1025).

## Leben
Eustathios war Protopresbyter im kaiserlichen Palast in Konstantinopel. Im Juli 1019 wurde er Patriarch von Konstantinopel. 1024 war er beteiligt an einem byzantinischen Angebot zur Einigung mit der katholischen Kirche über die unterschiedlichen Positionen in kirchenrechtlichen Fragen. Er machte Papst Johannes XIX. den Vorschlag, sich als Ökumenischer Patriarch in suo orbe (in seinem Weltreich) und den Papst in universo (in der Welt) zu bezeichnen.
Eustathios starb Johannes Skylitzes zufolge wenige Tage vor Kaiser Basileios II., der am 12. oder 15. Dezember verstarb.